# 神奈川県道・山梨県道729号山北山中湖線

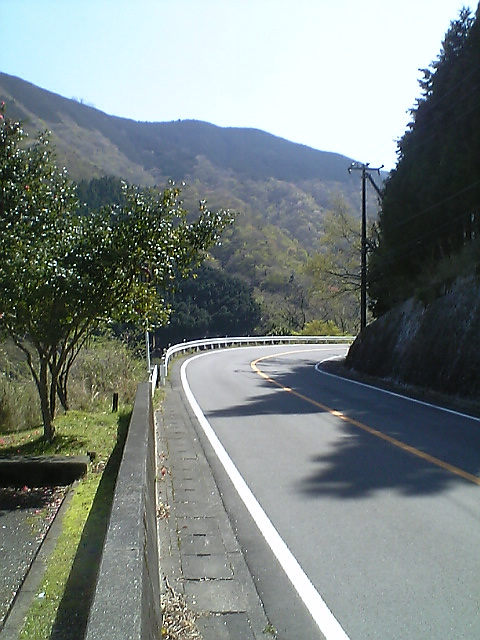
丹沢湖岸（2007年4月）

神奈川県道・山梨県道729号山北山中湖線（かながわけんどう・やまなしけんどう729ごう やまきたやまなかこせん）は、神奈川県足柄上郡山北町と山梨県南都留郡山中湖村を結ぶ一般県道である。丹沢湖と山中湖を結ぶルートであるが、途中の県境区間は通り抜け不能となっており、事実上神奈川県と山梨県で別個に存在している。神奈川県区間は丹沢湖への流入河川である世附川を遡るルートであり、山梨県区間は山中湖北岸を通る主要道路となっている。また浅瀬のゲート付近には民家が存在する。

## 概要
- 起点：神奈川県足柄上郡山北町中川（信号無交差点＝神奈川県道76号山北藤野線交点）※ただし、資料上での起点は山北町川西。
- 終点：山梨県南都留郡山中湖村山中（明神前交差点＝国道138号交点）
- Google マップ - 神奈川県側
- Google マップ - 山梨県側

## 通過する自治体
- 神奈川県足柄上郡山北町 - 山梨県南都留郡山中湖村

## 経路および交差・接続する道路・河川

### 神奈川県
- 信号無交差点（中川）（神奈川県道76号山北藤野線）
- 落合トンネル
- 本村トンネル
- 寺ノ沢橋（寺ノ沢）
- 滝壺橋（丹沢湖入江）
- 世附林道(世附大橋)
- 浅瀬集落

ここより自動車通行禁止
- 浅瀬橋（大又沢）
- 世附川上流

この間通り抜け不能

### 山梨県
- 国道413号（南都留郡山中湖村平野）
- 山梨県道730号山中湖小山線（同上）
- 国道138号（南都留郡山中湖村山中・明神前交差点）

## 周辺
- 丹沢湖
- 落合発電所
- 世附大橋
- 世附川橋
- 世附キャンプセンター
- 世附川
- 山中湖
- 山中湖村立東小学校
- 長池天神社
- ママの森
- 山中湖村立山中小学校

## 愛称
- マリモ通り（山梨県側）[1]